# لوچیانو بریو
لوچیانو بریو (به ایتالیایی: Luciano Berio) آهنگساز ایتالیایی در ۲۴ اکتبر ۱۹۲۵ در انگلیا بدنیا آمد و در ۲۷ مه ۲۰۰۳ در رم درگذشت.
نامداری او بویژه بخاطر آثار تجربی و کارهای او در زمینه موسیقی الکترونیک می‌باشد.

## برخی از آثار
- کنسرتو پیانو
- کنسرتو برای دو پیانو
- دوبل کنسرتو برای کلارینت و آلتو
- ۱۴ سکانس برای ۱۴ ساز گوناگون

(ساخته شده به تدریج و در مدت ۵۰ سال)

## شنیدن آثار
- magazzini-sonori
- musiquecontemporaine بایگانی‌شده  در ۱۱ مه ۲۰۱۱ توسط Wayback Machine
- avantgardeproject
- youtube